# 贝赫和达尔

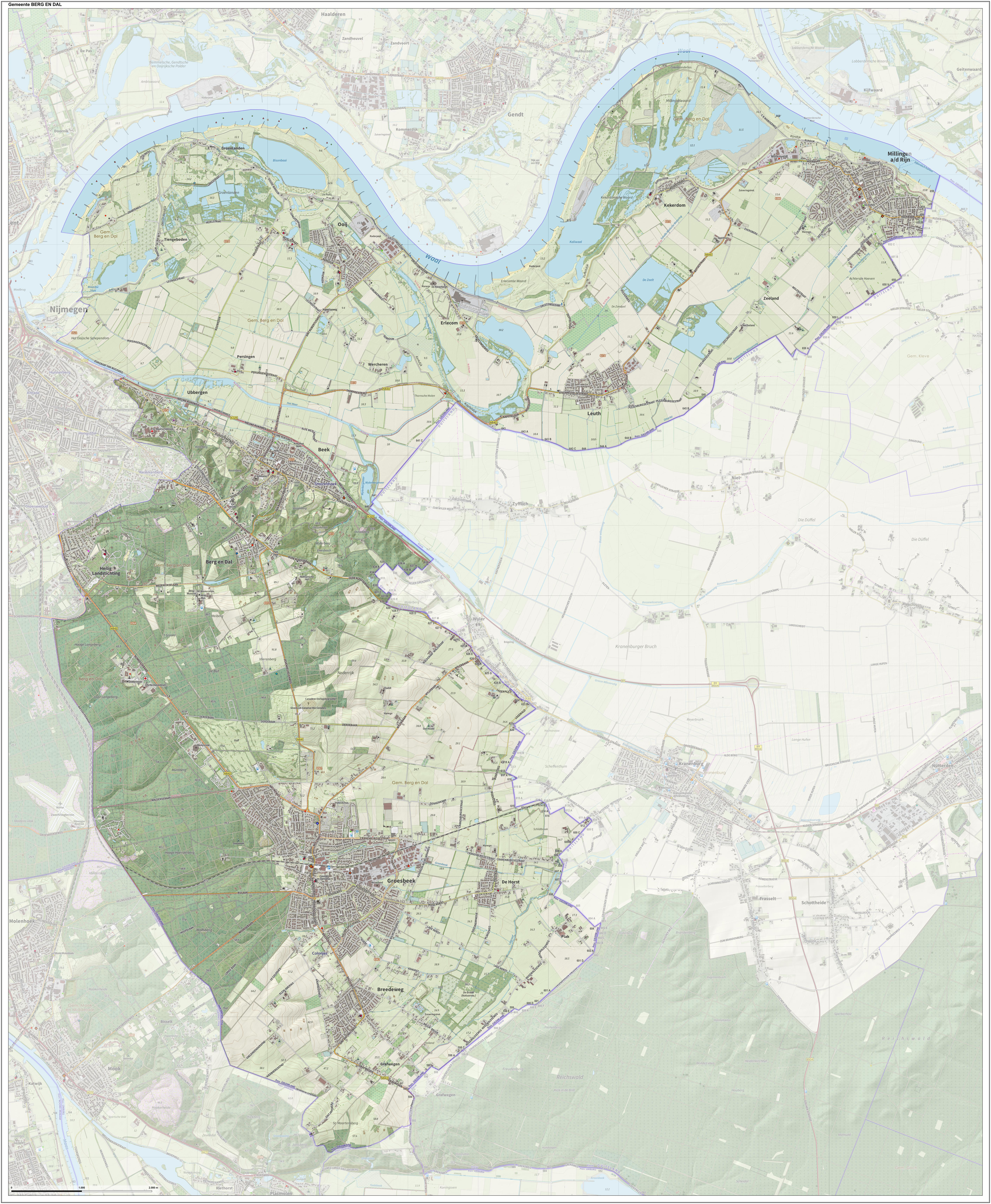
贝赫和达尔的市镇地图

贝赫和达尔（荷蘭語：Berg en Dal，意为“山和谷地”）是荷兰海尔德兰省的一个市镇。该市镇于2015年由前市镇赫鲁斯贝克、莱茵河畔米灵恩和于贝亨合并而成。由此产生的新市镇沿用了“赫鲁斯贝克”的名称，直到2016年依贝赫和达尔村更名为今天的“贝赫和达尔”。